# Informe Bachelet

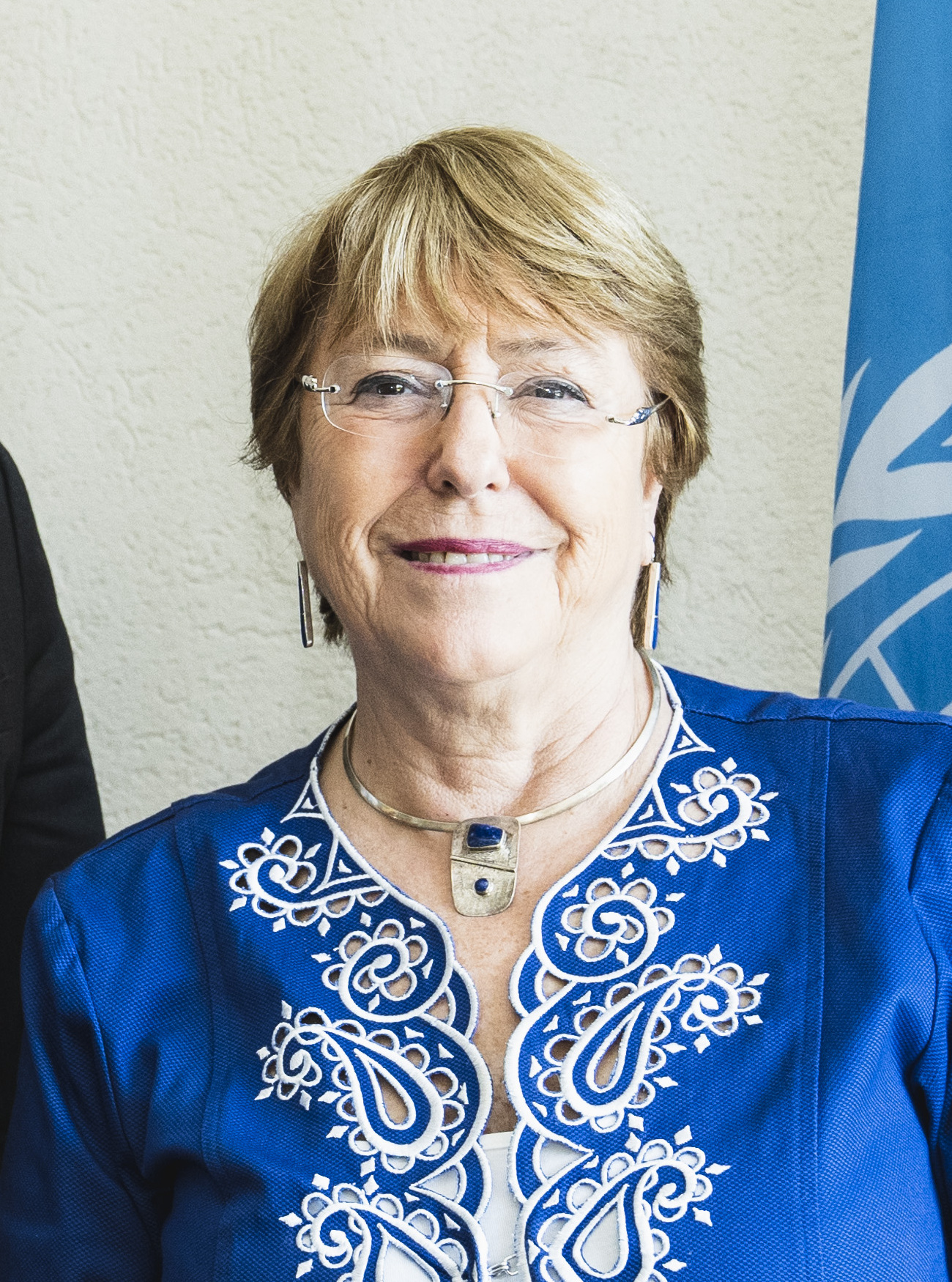
Michelle Bachelet en 2019.

El informe Bachelet es el nombre con el que la prensa bautizó los informes presentados entre 2019 y 2022 por la entonces alta comisionada de las Naciones Unidas para los Derechos Humanos, Michelle Bachelet, sobre la situación de los derechos humanos en Venezuela, que fue respaldado posteriormente por el Consejo de Derechos Humanos de las Naciones Unidas y abrió la Misión Internacional Independiente de determinación de los hechos sobre Venezuela.

## Informe de 2019
El Consejo de Derechos Humanos de las Naciones Unidas ordenó una investigación, por lo que su alta comisionada, la expresidenta chilena Michelle Bachelet, visitó Venezuela entre el 19 y el 21 de junio de 2019 y se realizaron 558 entrevistas con víctimas y testigos de violaciones de derechos humanos.
Después de esto Bachelet coordinó la redacción de un informe que consta de 18 páginas donde se describe y analiza la situación de los derechos humanos en Venezuela, denunciándose la ejecución extrajudicial de 6.800 personas por parte de las fuerzas del Estado en Venezuela entre enero de 2018 y mayo de 2019 y se enfatiza que especialmente desde 2016 el gobierno de Nicolás Maduro y las instituciones del Estado han puesto en práctica una estrategia «orientada a neutralizar, reprimir y criminalizar a la oposición política y a quienes critican al gobierno».
Luego de la presentación del informe, Bachelet declaró que los hechos «deben ser investigados a fondo, estableciendo responsabilidades para sus autores, y garantizando su no repetición».
El Consejo de Derechos Humanos de la ONU respaldó el informe ese mismo año y se abrió la Misión Internacional Independiente de determinación de los hechos sobre Venezuela. El gobierno de Maduro respondió que «el informe presenta una visión selectiva y abiertamente parcializada sobre la verdadera situación de derechos humanos» en el país.

## Informe de 2020
Michelle Bachelet coordinó la actualización del informe, que fue presentado por parte de Marta Valinas en nombre de la ACNUDH y que actualizó la situación de los derechos humanos en el país y que reclamaba elecciones «libres, limpias, transparentes y creíbles».  Los integrantes de la Misión de la ONU no pudieron visitar el país ni reunirse con las autoridades políticas en esa ocasión. El informe fue respaldado por el Consejo de Derechos Humanos de la ONU ese mismo año.
Se describen violaciones a derechos humanos perpetradas por las fuerzas de seguridad venezolanas contra opositores políticos, militares y miembros de la sociedad civil y que las autoridades sabían de los asesinatos, torturas y tratos crueles, violencia sexual, ejecuciones extrajudiciales y desapariciones forzadas que ocurrían desde 2014. De acuerdo con el documento de la ONU, las FAES eran la institución policial más letal en Venezuela, responsable del 64,5% de las muertes que la Misión examinó en 2019. Se denunciaron 2000 muertes entre enero y agosto de 2020.
También se describe que «uno de los elementos que contribuyen a las violaciones y delitos determinados por la Misión es la falta de independencia del poder judicial» y se relató cómo algunos jueces y fiscales han sido objeto de persecución penal a raíz de las decisiones que han adoptado. El activista argentino y Nobel de la paz, Adolfo Pérez Esquivel, criticó el informe, tildándolo de «parcial».

## Informe de 2022
Entre mayo de 2021 y abril de 2022 el equipo de Bachelet visitó 21 centros de detención en Venezuela, donde se realizaron 259 entrevistas con detenidos, consiguiendo la liberación de 68. Bachelet declaró en la presentación del informe que se constataron en el país situaciones de acoso, censura y confiscación de equipos profesionales, así como el bloqueo de portales web, además del uso de la legislación antiterrorista y contra el crimen organizado para impedir el trabajo de defensores de derechos humanos y periodistas. Denunció, a su vez, que a su equipo ya no le permitían investigar los derechos humanos de los detenidos en las prisiones de El Helicoide y Boleita.

## Repercusión
Michelle Bachelet declaró en 2022 que sus gestiones conllevaron a la liberación de 68 personas (14 mujeres entre ellas) y a la disolución de las Fuerzas de Acciones Especiales (FAES).